# 바라듀크
바라듀크(バラデューク)는 1985년에 남코가 발매한 슈팅 아케이드 게임이다. 에일리언 섹터(Alien Sector)라는 이름으로도 알려져있다. 메트로크로스와 드래곤 버스터가 돌아간 남코 팩랜드 기판에서 가동됐으며, 10년 뒤인 1995년에 샤프 X68000으로 이식됐다. 1997년에는 남코 뮤지엄 볼륨 5의 수록 게임 중 하나로 포함됐다.

## 게임플레이
바라듀크의 게임 진행은 메트로이드와 비슷한 방식으로 진행됐다. 우주비행복을 입은 키시(Kissy)나 타키(Takky)를 조종해 적들을 물리치면서 8개의 월드를 헤쳐나가야하는데, 각 월드는 5개의 일반층과 보스가 기다리는 마지막 1층으로 구성돼있다. 중간에 나타나는 외박눈이 생물체 파싯(Paccet)을 구하면 추가 점수가 체력용 실드를 충전할 수 있는 기회가 주어진다.

## 후속
1988년 후속작 폭돌기총정이 일본에서만 발매됐다.
이 게임의 주인공 키시는 게임을 전부 마치고 나면 여자주인공이었음이 드러나는데, 이는 비슷한 유명인 메트로이드의 사무스 아란보다 앞선 사례였다. 이후 키시는 '토비 마스요'라는 본명이 붙어서 미스터 드릴러에서 디그 더그의 주인공 호리 타이조와 결혼한 사람으로 등장했고, 미스터 드릴러의 주인공 호리 스스무는 둘 사이에서 낳은 아들이라는 설정이 됐다. 2005년에 발매한 크로스오버 게임 남코 X 캡콤에서는 버닝 포스의 텐겐지 히로미와 한 팀을 맺어 조종가능한 유닛으로 출연했다.